# Даймьо

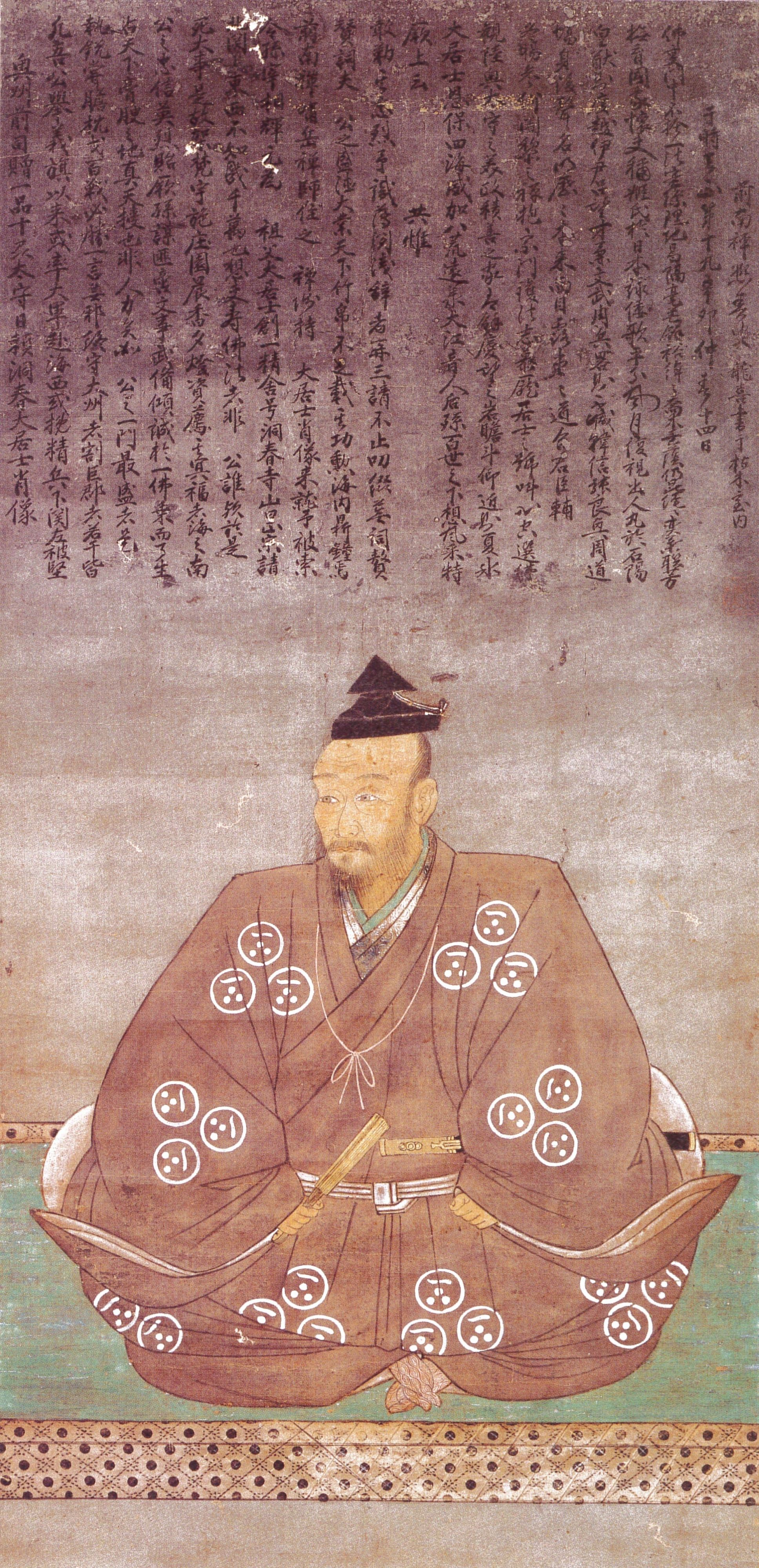
Морі Мотонарі (1497—1571) — магнат провінції Акі, гегемон регіону Тюґоку.

Даймьо́, або магна́ти (яп. 大名, だいみょう, МФА: [daimʲoː], досл. «великоімениті») — провінційні або регіональні володарі у феодальній Японії (XIV—XIX століття). Представники заможних самурайських родів, голови сюґо. У період Едо всі землевласники, прибуток яких перевищував 10 тисяч коку, називалися магнатами.

## Назва
- Даймьо́ — термін, вживаний у сходознавчій і японській науковій літературі[1][2][3];
- Да́йміо (да́ймйо) — адаптоване написання[4][5][6];
- Магнати — термін, вживаний в європейській історіографії[7][8];
- Князі — термін, вживаний в українській історіографії[3].

## Класифікація
- Сюґо-даймьо (яп. 守護大名, しゅごだいみょう, магнати-воєводи) — магнати XIV—XV століття, у період існування сьоґунату Муроматі. Початково були воєводами — військовими управителями, головними представниками центрального уряду в провінціях. Поступово перетворилися на повноправних провінційних володарів, що розпоряджалися усіма режисурами провінції.
- Сенґоку-даймьо (яп. 戦国大名, せんごくだいみょう, магнати часів міжусобиць) — магнати XVI століття, які існували у період Сенґоку. Виникли на базі потужних регіональних самурайських родів, які керували значними володіннями (від повіту до декількох провінцій) і мали власні армії з місцевої самурайської знаті та заможного селянства.